# Лужичкосрпско проповједачко друштво
Лужичкосрпско проповједачко друштво (глсрп. Serbske předarske towarstwo) било је лужичкосрпско културно и просвјетитељско друштво, које је било активно у Лужици од 18. до краја 19. вијека. Настало је на Универзитету у Лајпцигу 1716. године. У првом периоду свог постојања друштво је било вјерска организација. У наредном периоду постало је културно и просвјетитељско друштво, које је одиграло важну улогу у развоју просветитељства код Лужичких Срба. Друштво је дало значајан допринос развоју почетне фазе савремене лужичкосрпске књижевности. Активност овог друштво је представљала припремна фаза Лужичкосрпског националног препорода, које је почело четрдесетих година 19. вијека.